# František Přibil
František Přibil (25. července 1861 Slaný – 10. června 1931 Praha) byl český úředník, spisovatel a dramatik.

## Život
Narodil se v rodině konduktéra Filipa Přibila a Marie Přibilové-Kopecké. Měl tři sourozence Antonína (1860), Marii (1864) a Vácslava (1867). Oženil se s Antonií Sobotovou (1864), se kterou měl dvě dcery Vlastu (1887) a Milenu Fialovou (1889).
Jako adjunkt c. k. státních drah a spisovatel, navštívil pětkrát Orient. Výsledky svých cest popsal v některých časopisech a listech, jako byly Besedy Lidu, Osvěta, Světozor, Hlas Národa, Les a Lov, Časopis českých úředníků železničních, Národní listy, Národní politika, Lidový deník, Československá republika aj. O svých cestách přednášel ve Vzdělávacím sboru Osvětového svazu pro Plzeň a okolí. Byl také autorem divadelních her a cestopisů.
V roce 1907 byl kandidátem Národní strany svobodomyslné ve volebním okresu 52. venkovských obcí Plzeň-Blovice.

## Dílo

### Spisy
- Národohospodářský rozhled po Srbsku – Národní listy 1909
- Království Srbské: hospodářské kapitoly – z cest po Balkáně. Plzeň: S. n., 1909
- Makedonie: z cest po Balkáně – Praha: František Švejda, 1912

### Články
- Zapomenutý hrob: črta z cesty balkánské – Besedy lidu: laciný prostonárodní obrázkový časopis, č. 15, s. 2–3. Praha. Jan Otto, 1907
- Lesy v Makedonii – Les a lov: časopis pro lesnictví, lov, rybářství a přírodní vědy 20. 10. 1907, č. 2, s. 34–35
- Rybářství v Makedonii – Les a lov, č. 3, r. 1907–1908
- Lesní zařízení a honba v Makedonii – Les a lov, 9. 5. 1908, č, 15, s. 301–302
- Lesy království Srbského – Les a lov, č. 3, r. 1908–1909
- Honba v Srbsku – Les a Lov, č. 3, r. 1908–1909
- Dolnji Tuzla: cestou z Bosny – Plzeňské besedy: belletristický illustrovaný čtrnáctidenník 1909, č. 15, s. 1–4
- Vzpomínka na Sarajevo – Plzeňské besedy, 1909, č. 17, s 11–13

### Drama
- Stejné povinnosti – stejná práva: původní veselohra v jednom jednání – Praha: Josef Mikuláš, 1881

- Manželská rovnoprávnost: veselohra o jednom jednání – Praha: František Švejda, 1906
- V zájmu povinnosti: dramatická studie o jednom dějství – Praha: František Švejda, 1906